# Estudio en escarlata
Estudio en escarlata (título original: A Study in Scarlet) es una novela de misterio escrita por Arthur Conan Doyle y publicada en la revista Beeton's Christmas Annual de noviembre de 1887, con ilustraciones de David Henry Friston. Se trata de la primera aparición de los personajes de Sherlock Holmes y el Doctor Watson.
Al año siguiente fue publicada como la primera novela de la serie de Sherlock Holmes, y su autor cobraría veinticinco libras esterlinas por todos los derechos del texto. Esta edición fue ilustrada por Charles Altamont Doyle, el padre de Arthur Conan Doyle.

## Argumento
La novela, escrita en dos partes, comienza con la declaración de que la primera parte corresponde a una «Reimpresión de las memorias del doctor John H. Watson, antiguo miembro del cuerpo médico del ejército».
La historia comienza en 1878, cuando el Dr. John Watson se encuentra con un viejo amigo, Stamford. Watson se vio obligado a retirarse por una herida de guerra y, al recuperarse, fue víctima del tifus. A partir de ese momento comienza a buscar un lugar para vivir, porque no puede seguir con ese estilo de vida. Stamford revela que un conocido suyo, Sherlock Holmes, está buscando a alguien para compartir el alquiler en un piso en la calle Baker, en el 221 B. Así terminan conociéndose Sherlock y el doctor Watson; y al principio el doctor Watson tiene una mala impresión sobre Sherlock Holmes ya que le molesta mucho "la manera tan engreída en la que habla". Pero pasa poco tiempo para que el doctor Watson se dé cuenta de que su compañero no es un detective aficionado presumido, sino un verdadero genio de la deducción. 
Un día les llega un mensaje de Scotland Yard sobre un reciente asesinato. Holmes y Watson se proponen investigarlo. Hay sangre en la habitación, pero no hay heridas en el cuerpo. También descubren, a través de los documentos que se encuentran en el cadáver, que se hallaba en Londres con un amigo, Joseph Stangerson. En la pared, escrito con sangre, está la palabra «Rache» que, afirma Holmes, significa 'venganza' en alemán. Deduce que la víctima murió envenenada, y describe cómo cree que era el asesino: de metro ochenta de altura, con los pies pequeños para su estatura, de tez rubicunda, con botas de punta cuadrada.
La segunda parte de la novela tiene como trasfondo la historia de los orígenes de la Iglesia mormona que se enlazan con una historia de amor. Tras una serie de marchas y contramarchas, Holmes logra dar con el asesino y resolver el crimen.

## Tiempo y espacio
La primera parte toma acción en Londres durante 1881, en pleno desarrollo de la época victoriana. Asimismo tiene una pequeña mención Afganistán, donde Watson es herido en la segunda guerra anglo-afgana. La narración de la segunda parte se traslada a Estados Unidos, exactamente al estado de Utah. Allí se narran los orígenes y fundación de Salt Lake City, alrededor de 1840. En la segunda parte también tienen mención varias ciudades y estados de Europa y Estados Unidos, pero cabe resaltar que en dichas ciudades y estados no ocurre ningún hecho de mayor relevancia para la trama. Dichas ciudades y estados son: California, Saint-Louis (Quebec), Nevada, Cleveland, Ohio, París, entre otras.

## Polémica
Escrita con un trasfondo de asesinatos y poligamia entre los danitas, una organización dentro de la Iglesia mormona, la novela fue muy criticada por los miembros de esta comunidad. Sin embargo, cuando Doyle visitó la University of Utah para dar una conferencia en 1923, fue presentado por un alto cargo de la Iglesia, Levi Edgar Young, descendiente de Brigham Young, quien más tarde afirmaría que Doyle ya se había disculpado por haber retratado a la Iglesia de forma inadecuada, basándose en su propio desconocimiento.
Por otra parte, en 2011, las autoridades educativas del condado de Albemarle, Virginia, retiraron el libro de su lista de lecturas para alumnos de once a doce años, tras recibir quejas por el retrato que el libro hace de los orígenes de la Iglesia mormona.

## Galería

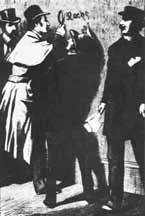
Ilustración original para la revista, de David Henry Friston (1887).
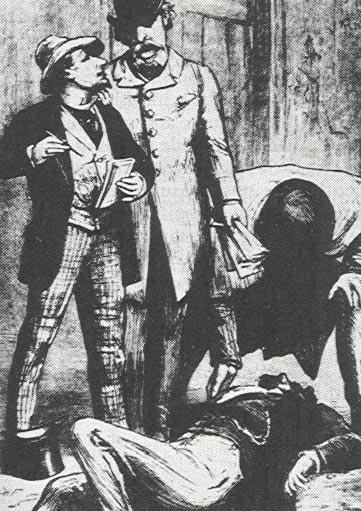
Ilustración original para la revista, de David Henry Friston.
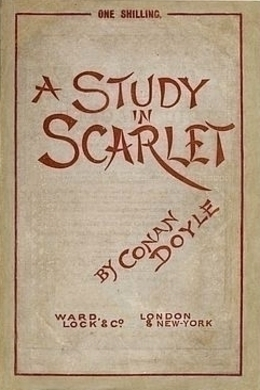
Primera edición como libro (1888).
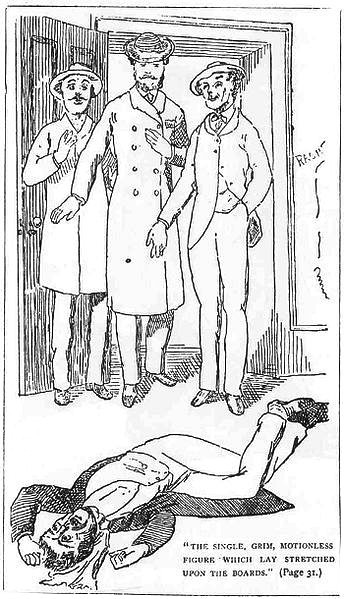
Ilustración, de Charles Altamont Doyle, para el libro.